# Estación Pichi Mahuida
Pichi Mahuida es una estación de ferrocarril ubicada en el paraje del mismo nombre, departamento Pichi Mahuida, Provincia de Río Negro, Argentina.

## Servicios
Pertenece al Ferrocarril General Roca en su ramal entre Bahía Blanca y Zapala.
No presta servicios de pasajeros desde 1993, sin embargo por sus vías corren trenes de carga, a cargo de la empresa Ferrosur Roca.

## Ubicación
Se encuentra en el paraje rural de Pichi Mahuida a 80 km al noroeste de la ciudad de Río Colorado.
Se accede por la Ruta Provincial 54 que se desprende desde la Ruta Nacional 22.